# 明治学院大学体育会サッカー部
明治学院大学体育会サッカー部（めいじがくいんだいがく たいいくかい サッカーぶ、英語: Meiji Gakuin University Soccer Team）は、神奈川県横浜市戸塚区にある明治学院大学のサッカー部である。
監督は加藤望。コーチには海老澤宏樹、小谷野顕治、李成俊が務めている。

## 歴史
1961年に創部し、1964年に体育会に昇格した。グラウンドなどの所在地は神奈川県横浜市だが、大学本部のある東京都の協会に加盟している。
1979年に関東大学サッカーリーグ戦2部に初昇格。そのシーズンで最下位の8位となり東京都リーグに降格。1981年に再昇格したが、最下位となり東京都リーグに降格。
2016年に35年ぶりに関東リーグ2部に昇格。天皇杯予選を兼ねる東京都サッカートーナメントにて決勝戦に進出するも早稲田大学に1-2で敗れ、天皇杯出場を逃した。リーグ戦では11位に終わり、東京都リーグに降格した。
2018年はアミノバイタルカップで関東1部所属の筑波大学、東洋大学、早稲田大学、明治大学を破って都県リーグ所属チームとして初めて決勝戦に進出した。
決勝戦では法政大学に1-2で敗れ準優勝。この結果総理大臣杯全日本大学サッカートーナメントに初出場し、ベスト8の成績を収めた。
新井博人が当時J3のギラヴァンツ北九州に2019年より加入することが発表され、創部以来初のJリーガーが誕生した。
2020年に4度目の関東昇格を果たした。

## 戦績
| 年度 | 所属      | 順位 | 勝点 | 試合 | 勝 | 分 | 敗 | 得点 | 失点 | 差  | アミノ杯   | 総理大臣杯 | 大学選手権 | 監督     |
| 2016 | 関東2部   | 11位 | 20   | 22   | 6  | 2  | 14 | 25   | 43   | -18 | 一回戦敗退 | -          | -          | 大森一伸 |
| 2017 | 東京都1部 | 優勝 | 40   | 18   | 12 | 4  | 2  | 49   | 15   | 34  | -          | -          | -          | 鈴木修人 |
| 2018 | 東京都1部 | 優勝 | 46   | 18   | 15 | 2  | 1  | 50   | 14   | 36  | 準優勝     | ベスト8    | -          | 鈴木修人 |
| 2019 | 東京都1部 | 2位  | 36   | 18   | 11 | 3  | 4  | 37   | 15   | 22  | 一回戦敗退 | -          | -          | 加藤望   |
| 2020 | 関東2部   | 11位 | 14   | 22   | 4  | 2  | 16 | 21   | 43   | -22 | 一回戦敗退 | -          | -          | 加藤望   |
| 2021 | 東京都1部 |      |      | 18   |    |    |    |      |      |     |            |            |            | 加藤望   |

注釈
1. ↑  新型コロナウイルスの感染拡大に伴い、開催中止となった。両大会の中止を受け、特例大会として#atarimaeni CUPが開催された。

## 主な成績
- 東京都サッカートーナメント (兼天皇杯東京都予選）
  - 準優勝：1回 (2016)
- アミノバイタルカップ
  - 準優勝：1回 (2018)

## その他の関連チーム
明治学院スカーレット - 東京都社会人サッカーリーグ1部所属
明治学院シルバーグレイ - 東京都社会人サッカーリーグ4部所属

## 歴代所属選手
- 新井博人(元ギラヴァンツ北九州)